# Šum na srcu (skladba)
"Šum na srcu" je skladba Andreja Šifrerja iz leta 1990. Šifrer je istočasno tudi avtor glasbe in teksta.

## Snemanje
Producent je Joey Miskulin. Snemanje je potekalo v Sound Barrier Studio Nashville, Tennessee. Skladba je izšla na albumu Hiti počasi pri ZKP RTV Ljubljana na veliki plošči in kaseti, kasneje še na zgoščenki.

## Zasedba

### Produkcija
- Andrej Šifrer – glasba, tekst, aranžma
- Joey Miskulin – aranžma, producent
- Mark Howard – aranžma
- Jack "Jack Stack-A-Track" Grochmal – tonski snemalec

### Studijska izvedba
- Andrej Šifrer – solo vokal
- Blaine Sprouse — violina
- Jerry Douglas — steel kitara
- Bruce Bouton — steel kitara
- Tommy Wells – bobni, tolkala
- Bonnie Hill — spremljevalni vokal
- Margaret Archer — spremljevalni vokal
- Duncan Mullins — električna bas kitara
- Joey Miskulin – spremljevalni vokal, harmonika
- Mark Howard – kitara (akustična, električna), bendžo, mandolina, spremljevalni vokal